# Sabina Nowicka
Sabina Nowicka (ur. 21 maja 1914 w Łodzi, zm. 14 maja 2006 w Łodzi) – prawnik, dyrektor teatrów dramatycznych.

## Życiorys

### Nauka
Egzamin maturalny zdała w Gimnazjum A. Skrzypkowskiej w Łodzi w 1932. Następnie rozpoczęła studia na Wydziale Prawa Uniwersytetu Warszawskiego, które musiała przerwać w 1937 z powodu problemów materialnych. W Warszawie miała okazję zetknąć się z prof. Tadeuszem Kotarbińskim, który wywarł duży wpływ na jej poglądy (podawała się za uczennicę Kotarbińskiego i do końca jego życia utrzymywała z nim kontakt).
W latach 30. została członkiem Sceny Robotniczej Towarzystwa Uniwersytetów Robotniczych w Łodzi, gdzie uczestniczyła w przedstawieniach teatralnych. Poznała tam swojego przyszłego męża (Zygmunta Nowickiego). Sabina Nowicka była sympatyczką PPS (przyjaźniła się z Henrykiem Wachowiczem). Przed wybuchem II wojny światowej pracowała w Łodzi jako urzędniczka. W październiku 1939 uciekając przed Niemcami dostała się do Lwowa. Na tamtejszym uniwersytecie w 1940 ukończyła studia. Po ich zakończeniu ponownie podjęła się pracy urzędniczej. Atak Niemiec na ZSRR spowodował jej ewakuację ze Lwowa w głąb Związku Radzieckiego.

### Służba wojskowa
W 1943 roku wstąpiła do 9 pułku piechoty III Dywizji I Armii Wojska Polskiego. Była instruktorem sportowym i kulturalnym, a także żołnierzem liniowym. W czasie walk o przyczółek czerniakowski została ranna. Otrzymała srebrny i brązowy medal „Zasłużonym na polu chwały” (1944, 1945). Po zakończeniu wojny została przeniesiona do administracji wojskowej w Łodzi, gdzie w 1947 zakończyła służbę w stopniu kapitana.

### Działalność teatralna
Pierwsza praca teatralna Sabiny Nowickiej miała miejsce w Teatrze Wojska Polskiego w Łodzi w czasie dyrekcji Leona Schillera. Była wicedyrektorem tego teatru, a po przeniesieniu się części zespołu do Warszawy pełniła tę samą funkcję w nowo powstałym Teatrze im. Stefana Jaracza w Łodzi (1947–1968, 1984–2002). Brała udział w tworzeniu Teatru Ziemi Łódzkiej (1953), a następnie była współtwórczynią i pierwszym dyrektorem Teatru Wielkiego w Łodzi (1954–1961). Tworzyła (wspólnie z Feliksem Parnellem) łódzkie szkolnictwo baletowe (1958–1961). W 1968 zwolniono ją z pracy. Do teatru wróciła w 1980. W latach 1980–1984 była wicedyrektorem Teatru im. Juliusza Osterwy w Gorzowie Wielkopolskim. Zainicjowała budowę Sceny Kameralnej im. Leona Schillera w Teatrze im. S. Jaracza w Łodzi (1994).
W 2002 przeszła na emeryturę. Była zasłużonym członkiem Związku Artystów Scen Polskich. Napisała wspomnienia Dla teatru … (fragmenty były drukowane w pismach: „Teatr”, „Ruch Muzyczny”, „Tygiel Kultury”, „Odgłosy” i „Kalejdoskop”).

### Filmografia
- 1985: Maciej Prus, Zrozumieć „Dziady” – współpraca[3]

### Życie prywatne

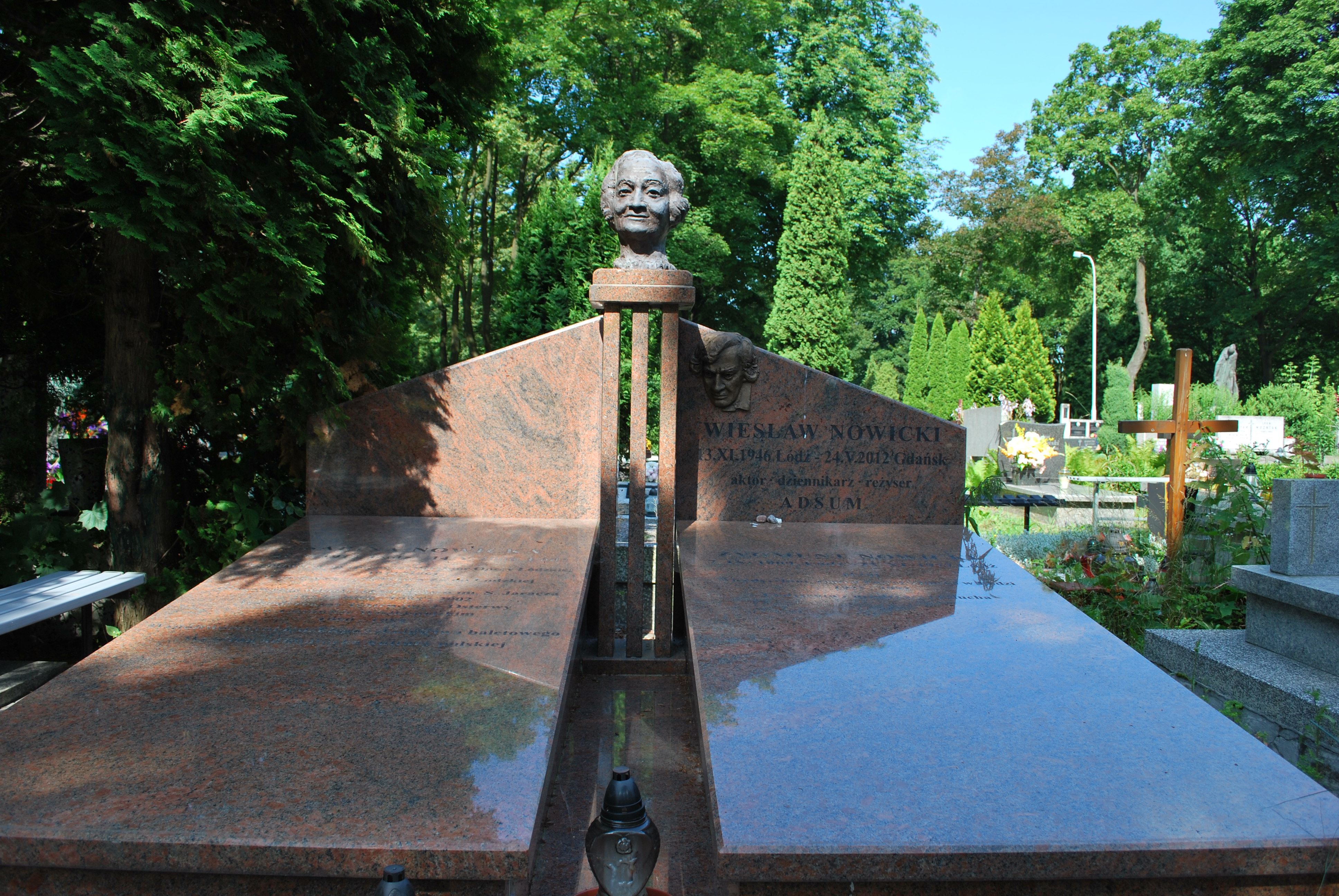
Nagrobek Sabiny Nowickiej oraz jej męża Zygmunta i syna Wiesława na cmentarzu komunalnym na Dołach w Łodzi

Jej mąż Zygmunt Nowicki (1909–1977) był łódzkim aktorem. Była siostrą dr Romany Toruńczyk (1915–2000), matką aktora, dziennikarza i reżysera Wiesława Nowickiego (1946–2012), babcią skrzypaczki i kompozytorki Eweliny Nowickiej (ur. 1982).
Była długoletnią działaczką i wiceprezesem Towarzystwa Przyjaciół Łodzi. Zmarła 14 maja 2006 i została pochowana na cmentarzu na Dołach obok męża.

## Nagrody i odznaczenia
- Laureatka Nagrody Miasta Łodzi w latach 1990 i 2000[5]
- Uznana za jedną z najwybitniejszych łodzianek XX wieku w plebiscycie czytelników Dziennika Łódzkiego w 2000
- Komandorski (1991), Oficerski (1965) i Kawalerski (1947) Krzyże Orderu „Polonia Resttituta”
- Złoty i Srebrny Krzyże Zasługi

## Upamiętnienie
- W styczniu 2007 w Teatrze Wielkim w Łodzi odsłonięto tablicę pamiątkową poświęconą Sabinie Nowickiej.
- Od 2007 Towarzystwo Przyjaciół Łodzi przyznaje medale „Pro publico bono” im. Sabiny Nowickiej dla ludzi zasłużonych dla kultury i miasta[6].

## Literatura
- S. Nowicka, Who is Who w Polsce. Wyd. II R. Huebnera, 2003. ISBN 3-7290-0040-3
- S. Iżykowska-Mironowicz, Łodzianie .... Kronika Miasta Łodzi, 2003, nr 2. ISSN 1231-5354
- K. Orlińska, Sabina Nowicka. Gazeta Wyborcza, Łódź, 9.06.2006
- A. Kuligowska-Korzeniewska, Sabina Nowicka. Legenda teatru łódzkiego. Zeszyty Literackie, 2006, nr 3 (95)
- K. Kowalski, W. Skupieński, Sabina Nowicka. Gazeta Wyborcza, 27-28.01.2007
- Sabina Nowicka, druk Towarzystwa Przyjaciół Łodzi, marzec 2007
- R.P., Kwadrans rozmowy z Sabiną Nowicką. Żołnierz Wolności, 1965, nr 283 z 1.12.1965